# Molgula pacifica
Molgula pacifica är en sjöpungsart som först beskrevs av Huntsman 1912.  Molgula pacifica ingår i släktet Molgula och familjen kulsjöpungar. Inga underarter finns listade i Catalogue of Life.